# Jean-Baptiste Debret
Jean-Baptiste Debret ou De Bret (Paris, 18 de abril de 1768 – Paris, 28 de junho de 1848) foi um pintor, desenhista e professor francês.
Integrou a Missão Artística Francesa (1817), que fundou, no Rio de Janeiro, uma academia de Artes e Ofícios, mais tarde Academia Imperial de Belas Artes, onde lecionou.
De volta à França (1831) publicou Viagem Pitoresca e Histórica ao Brasil (1834-1839), documentando aspectos da natureza, do homem e da sociedade brasileira no início do século XIX.
Uma de suas obras serviu como base para definir as cores e formas geométricas da atual bandeira do Brasil, adotada em 19 de novembro de 1889. Exímio artista, demonstrou em suas telas não somente o cotidiano do Brasil da época que englobava tanto a aristocracia, da população em geral e a vida dos escravos, como também acontecimentos históricos do período anterior à independência do país e nos anos seguintes. A primeira bandeira da história do Brasil independente é uma de suas obras mais importantes.

## Biografia

### Juventude e início de carreira

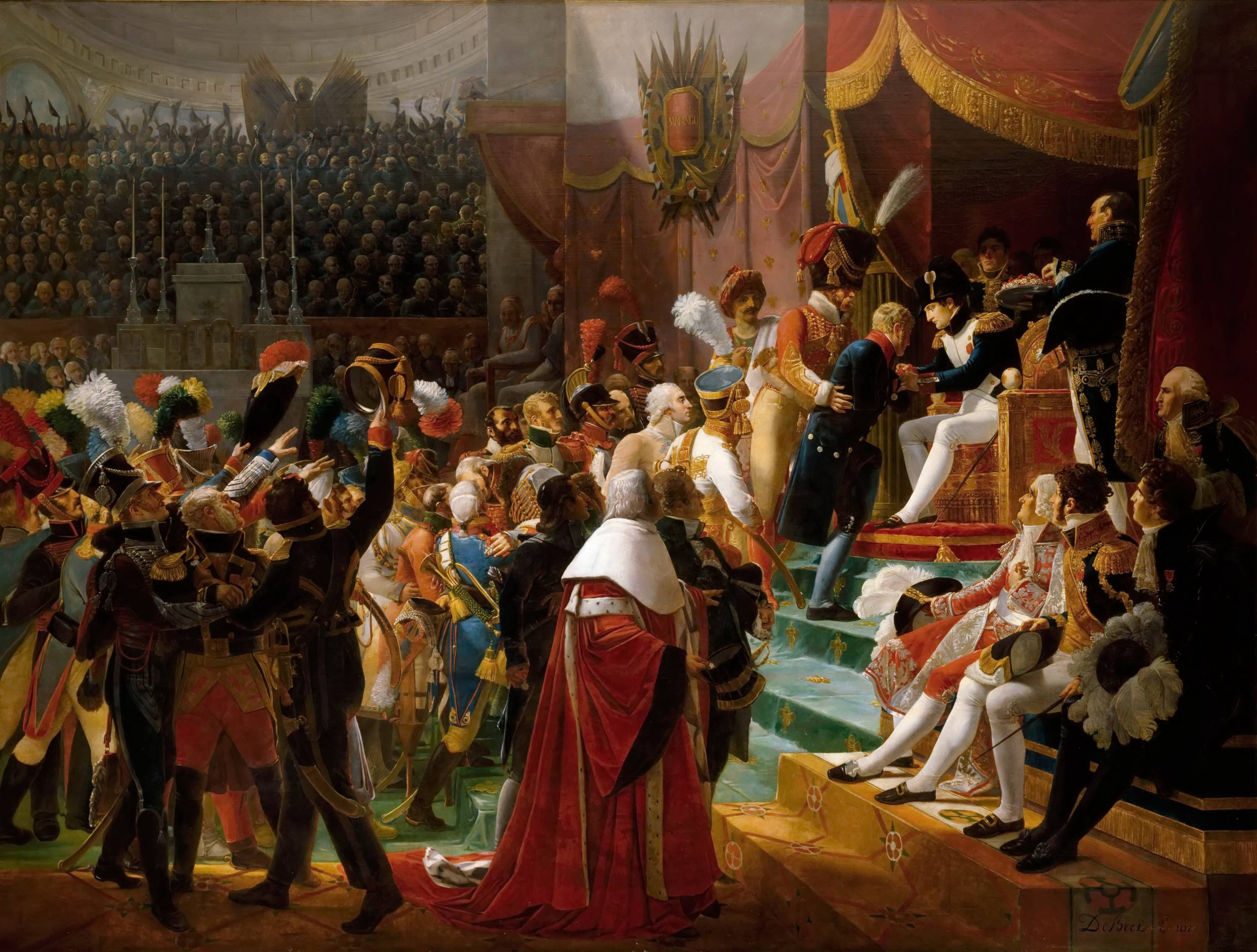
Primeira distribuição das cruzes da Legião de Honra, em 14 de julho de 1804, 1812.

Foi o primogênito de Jacques Debret, escrivão do parlamento de Paris, e de Elisabeth Joudain. Teve o irmão François Debret (nascido em 1777), arquiteto e membro do Instituto de França, e era primo de Jacques-Louis David (1748-1825), líder da escola neoclássica francesa. Estudou no Liceu Louis-le-Grand, onde recebeu sólida formação humanística. Em 1783 ingressou como estudante de pintura na Academia Real de Pintura e Escultura, na classe de David. Casou-se em 1786 com uma sobrinha de David, Marie-Sophie Demaison.
A Revolução Francesa necessitava de engenheiros que entendessem de fortificações. Em 1793, graças à recomendação de David, foi aceito para estudar fortificações na Escola Nacional de Pontes e Estradas (logo transformada em Escola Central de Obras Públicas e depois Escola Politécnica). Depois de formado, em janeiro de 1795 foi admitido como desenhista de 3 classes, e em dezembro do mesmo ano passou a professor de desenho.
Apesar da carreira de engenheiro, Debret voltaria à pintura. Assumiu a direção do estúdio de David por muitos anos e com ele viajaria à Itália. Ganhou o Segundo Prêmio do Prêmio de Roma em 1791, com a tela Régulus voltando a Cartago. Em abril de 1796, sua vaga na Escola Politécnica foi extinta. Em 1798 auxiliou os arquitetos Percier e Fontaine na decoração de edifícios públicos.
No Salão de Paris de 1798 expôs a tela Aristodemo liberto por uma moça, que recebeu o Segundo Prêmio de pintura e lhe valeu muitos elogios. Expôs em 1804 o quadro O médico Erasístrato descobrindo a causa da moléstia do jovem Antíoco. Em 1805 muda a temática de suas pinturas, passando a se engajar na glorificação de Napoleão Bonaparte e suas conquistas dentro do arcabouço do neoclassicismo nacionalista, mas deficiências de composição em algumas obras mostram que não lhe foi muito fácil adaptar as convenções neoclássicas aos novos temas. Sua primeira tentativa foi Napoleão presta homenagem à coragem infeliz; exposta no Salão de 1806, foi adquirida pelo governo e lhe valeu uma Menção Honrosa do Instituto de França. Seguiram-se as telas Napoleão em Tilsitt condecorando com a Legião de Honra um soldado russo, no Salão de 1808, que não foi muito bem recebida pela crítica; Napoleão falando às tropas, no Salão de 1810; e no Salão de 1812, Entrevista de Napoleão com o Primaz do Reno e A primeira distribuição de cruzes da Legião de Honra na Igreja dos Inválidos, que apesar de receber muitas críticas negativas, obteve o Primeiro Prêmio em pintura.

### A Missão Artística Francesa

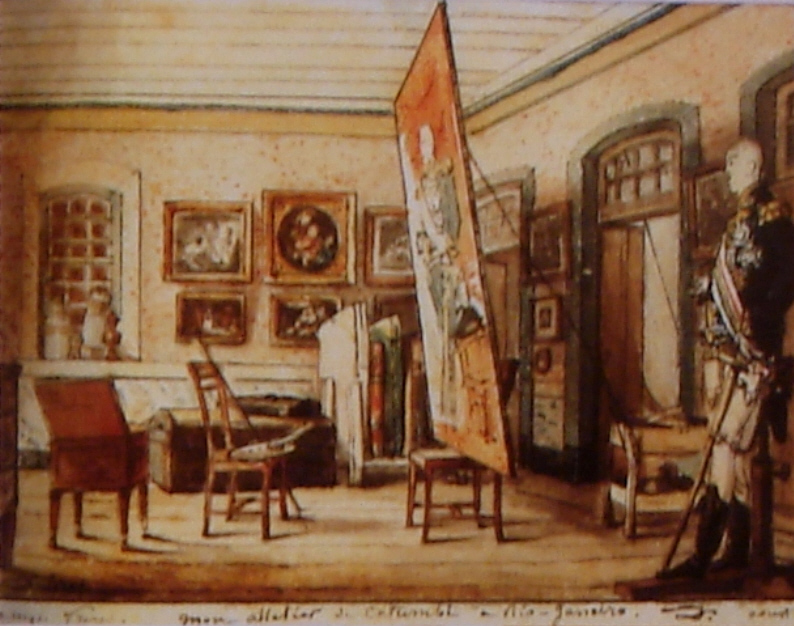
Ateliê de Debret em Catumbi no Rio de Janeiro, 1816.

A derrota de Napoleão, em 1815, foi um golpe duro aos artistas, que perderam o principal pilar que sustentava – financeira e ideologicamente — a arte neoclássica. Isto, somado com a perda do filho único, de apenas dezenove anos, abalara muito Debret. No mesmo período, ele e o arquiteto  Grandjean de Montigny foram convidados a participar de uma missão de artistas franceses que rumava para a Rússia a pedido do czar Alexandre I. Mas, paralelamente, se aprontava em Paris a missão ao Brasil, chefiada por Joachim Lebreton. Debret escolheu o Brasil. Embarcou em Le Havre a 22 de janeiro de 1816 no veleiro norte-americano Calpe, que trazia a missão, aportando em território brasileiro em 26 de março de 1816.
Os franceses foram recebidos oficialmente e pensionados pelo príncipe regente Dom João. Lebreton apresentou ao regente um projeto de criação de uma academia de artes e ofícios, que foi aprovada e criada oficialmente pelo decreto de 12 de agosto de 1816 com o nome de Escola Real de Ciências, Artes e Ofícios. Debret foi nomeado então professor de pintura histórica. Contudo, a escola não saiu do papel. Havia falta de recursos, a burocracia era morosa, e uma série de intrigas e perseguições políticas entravaria o processo, fazendo com que só fosse efetivada dez anos depois, já no Império, com a inauguração da Academia Imperial de Belas Artes em 5 de novembro de 1826.

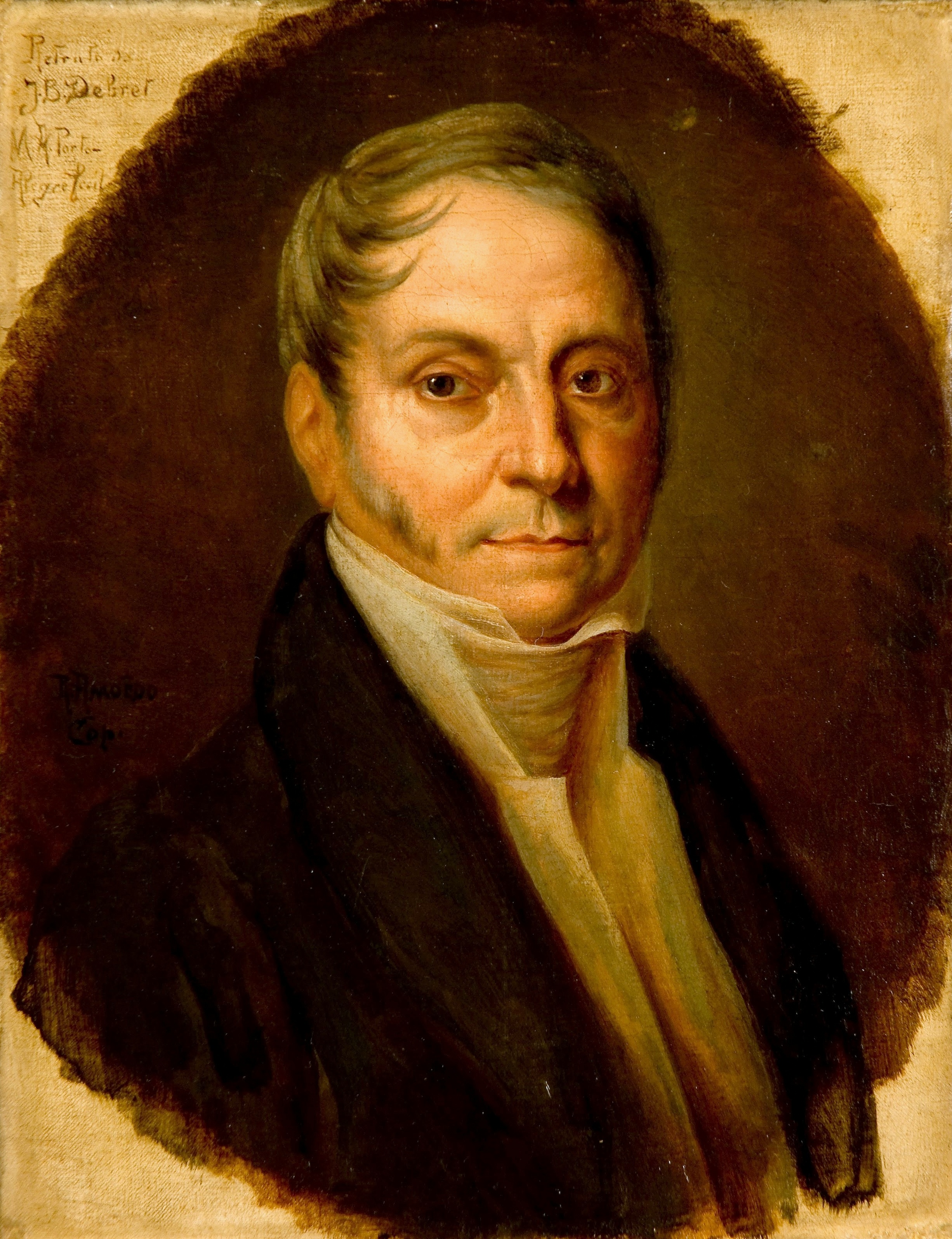
Retrato de Debret por Rodolfo Amoedo, cópia de um original de Araújo Porto-Alegre, discípulo de Debret.

Neste meio-tempo, a partir de 1817 Debret deu aulas particulares em seu atelier no Catumbi, e foi aproveitado pelo governo, junto com Montigny, para a criação de decorações efêmeras para a cidade do Rio e edifícios públicos por ocasião de uma série de solenidades e festas oficiais, como a aclamação de Dom João em 1818, elaborando imagens e símbolos destinados a atestar a legitimidade da monarquia e afirmar politicamente a nação. Para Anderson Trevisan, essas representações compunham "um simbolismo necessário para a construção visual de uma nova realidade, ainda que o arremate final tivesse um caráter essencialmente efêmero, com monumentos frágeis e temporários. Era como se todo aquele simbolismo, relutante em fincar raízes no solo, satisfizesse as necessidades emergenciais de uma terra sem tradição e de história rarefeita. O segredo era agir em duas frentes: por um lado, decorava-se a cidade com monumentos frágeis como o momento político; por outro, alegorias clássicas e referências ao passado conferiam às celebrações a tradição que lhes faltava e a história de que careciam".
Permaneceu no Brasil após a volta da Corte portuguesa para Lisboa, continuando a trabalhar para o governo como pintor da Corte após a proclamação da independência por Dom Pedro I, de quem recebeu a comenda da Ordem de Cristo. Versátil, pintou quadros ilustrando cenas cortesãs, como Chegada da Imperatriz Leopoldina (1818), Aclamação de Dom João VI (c. 1822), e Coroação de Dom Pedro I (1822), que foram reproduzidos em gravura e divulgados na Europa, e desenhou desde uniformes e trajes de gala da Corte, até iluminuras de diplomas, insígnias e cenografias de teatro. Dele é o modelo da bandeira do Império.
De 1826 a 1831 foi professor de pintura histórica na Academia Imperial. Entre seus alunos estavam Manuel de Araújo Porto-Alegre e Augusto Müller. Em 1829 organizou uma exposição da Classe de Pintura Histórica, a primeira mostra pública de arte no Brasil. Neste período viajou por diversas regiões brasileiras documentando em aquarelas e desenhos a terra e o povo, também retratando a cidade do Rio com sua paisagem e seus personagens típicos, colhendo um vasto material que mais tarde publicaria na França.
Em 1830 foi escolhido membro correspondente da Academia das Belas Artes do Instituto de França. Deixou o Brasil em 1831, alegando problemas de saúde, e retornou a Paris com o discípulo Porto-Alegre. Lá se dedicou principalmente à organização do seu livro Viagem Pitoresca e Histórica ao Brasil, com as aquarelas e desenhos que realizara no Brasil, publicado entre 1834 e 1839. Em 1837 o governo brasileiro lhe concedeu uma pensão em reconhecimento dos serviços prestados. Morreu em Paris em 28 de junho de 1848.

## Obra

### Viagem pitoresca e histórica ao Brasil

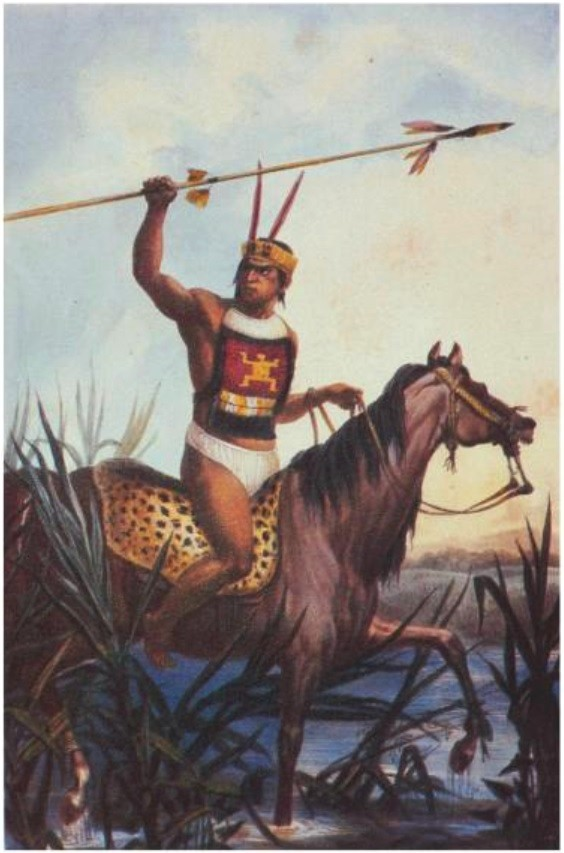
Jean-Baptiste Debret: guerreiro indígena a cavalo.

Em Viagem Pitoresca e Histórica ao Brasil, Debret revela sua profunda relação pessoal e emocional com o país, adquirida nos 15 anos em que ali viveu. Apesar de ter alegado motivos de saúde para retornar à França, há outras duas hipóteses para sua volta: deveria talvez querer o retorno para se reencontrar com familiares, além de organizar o primeiro volume de Viagem Pitoresca e Histórica ao Brasil. Outra hipótese sugere que, como em 1831 tinha 63 anos, sua obra seria uma espécie de "trabalho para aposentadoria", visto que uma tal produção (almanaques de viajantes — livros com textos acompanhando imagens) fazia bastante sucesso no início do século XIX — quando Debret partiu para o Brasil — e poderia render uma boa aposentadoria (o que de qualquer forma não foi o que acabou acontecendo: quando da volta à França, esse tipo de publicação já não fazia o mesmo sucesso e a obra causou pouco impacto na França).

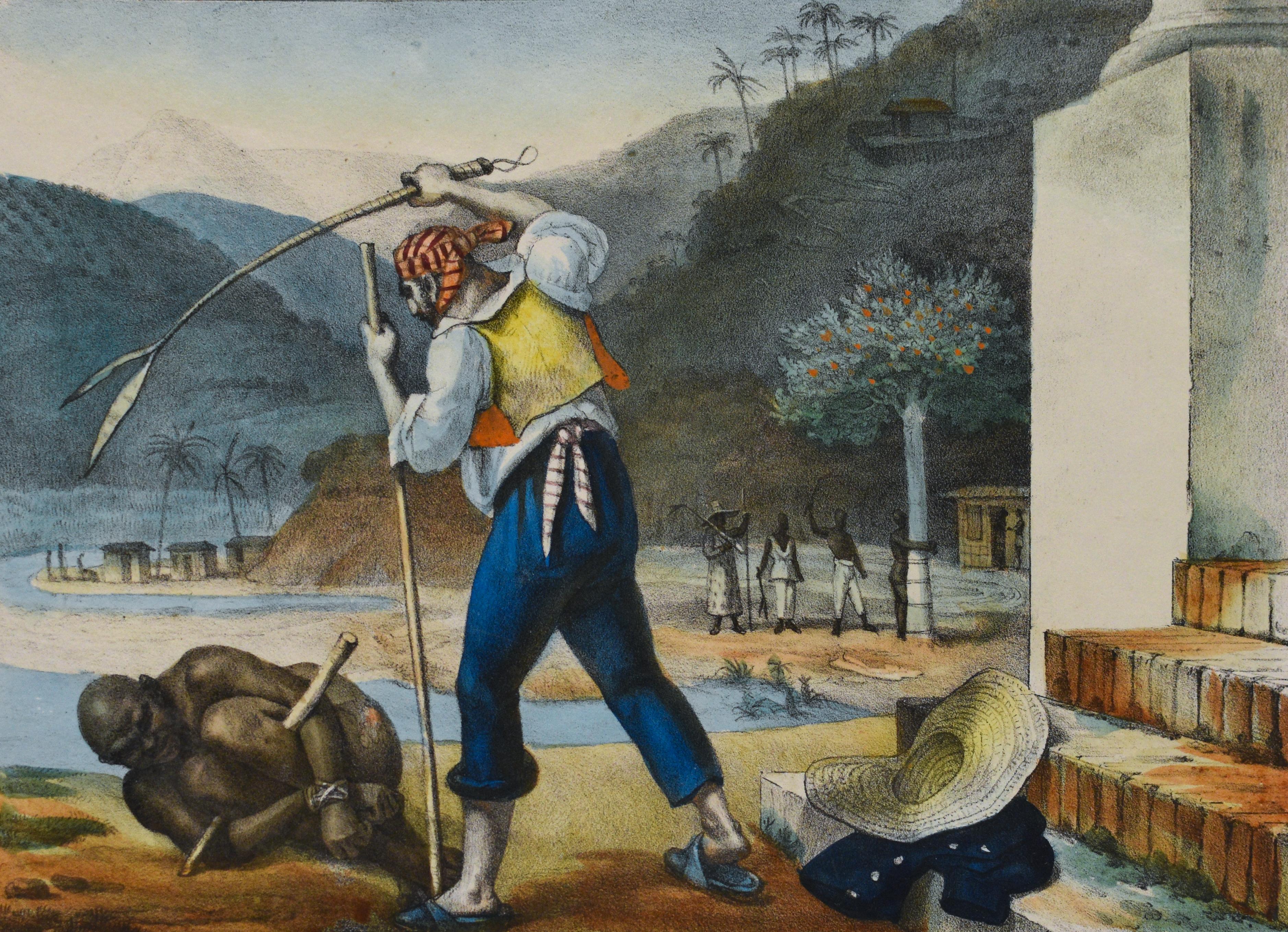
Jean-Baptiste Debret: castigo de escravo.

Debret tenta mostrar aos leitores — em especial europeus — um panorama que extrapolasse a simples visão de um país exótico e interessante apenas do ponto de vista da história natural. Mais do que isso, tentou criar uma obra histórica; mostrar com detalhes e minuciosos cuidados a formação — especialmente no sentido cultural — do povo e da nação brasileira; procurou resgatar particularidades do país e do povo, na tentativa de representar e preservar o passado do povo, não se limitando apenas a questões políticas, mas também a religião, cultura e costumes dos homens no Brasil.
Por estas razões, a obra de Debret é considerada grande contribuição para o Brasil, e é frequentemente analisada por historiadores como uma representação (um tanto quanto realista, apesar de não ser perfeita) do cotidiano e sociedade do Brasil – em especial, da vida no Rio de Janeiro – de meados do século XIX.
Publicada em Paris, entre 1834 e 1839, sob o título Voyage Pittoresque et Historique au Brésil, ou séjour d´un artiste française au Brésil, depuis 1816 jusqu´en en 1831 inclusivement, a obra é composta de 153 pranchas, acompanhadas de textos que elucidam cada retrato.
Tal estilo de obra (textos descritivos acompanhando as imagens) não era muito comum entre os artistas que vinham ao Brasil para retratar o país, o que aumenta ainda mais o destaque e importância de Debret: a obra não é considerada tão importante apenas por aspectos artísticos, mas justamente pela combinação de interesse em retratar o cotidiano, com a presença de textos descrevendo as litografias. Preocupando-se com o sentido dos textos, Debret os compara com as ilustrações contidas em seus trabalhos, e é por isso que o aspecto historiográfico é colocado em primeiro plano em relação ao aspecto propriamente artístico.
O próprio título da obra de Debret apresenta este certo compromisso que ele tentou adquirir nas representações e descrições do Brasil. O uso da palavra “pitoresca” no título Viagem Pitoresca e Histórica ao Brasil denota uma certa precisão, habilidade e talento; características que buscou em suas representações. Viagem Pitoresca e Histórica ao Brasil pode ser considerada uma obra em estilo europeu, feita para europeus, visto que o estilo de livro (almanaque) fazia um certo sucesso na Europa na época.
O livro é dividido em 3 tomos: no primeiro, de 1834, estão representados índios, aspectos da mata brasileira e da vegetação nativa em geral. O segundo tomo, de 1835, concentra-se na representação dos escravos negros, no pequeno trabalho urbano, nos trabalhadores e nas práticas agrícolas da época. Já o tomo terceiro, de 1839, trata de cenas do cotidiano, das manifestações culturais, como as festas e as tradições populares.

### Neoclassicismo, Romantismo e a obra de Debret

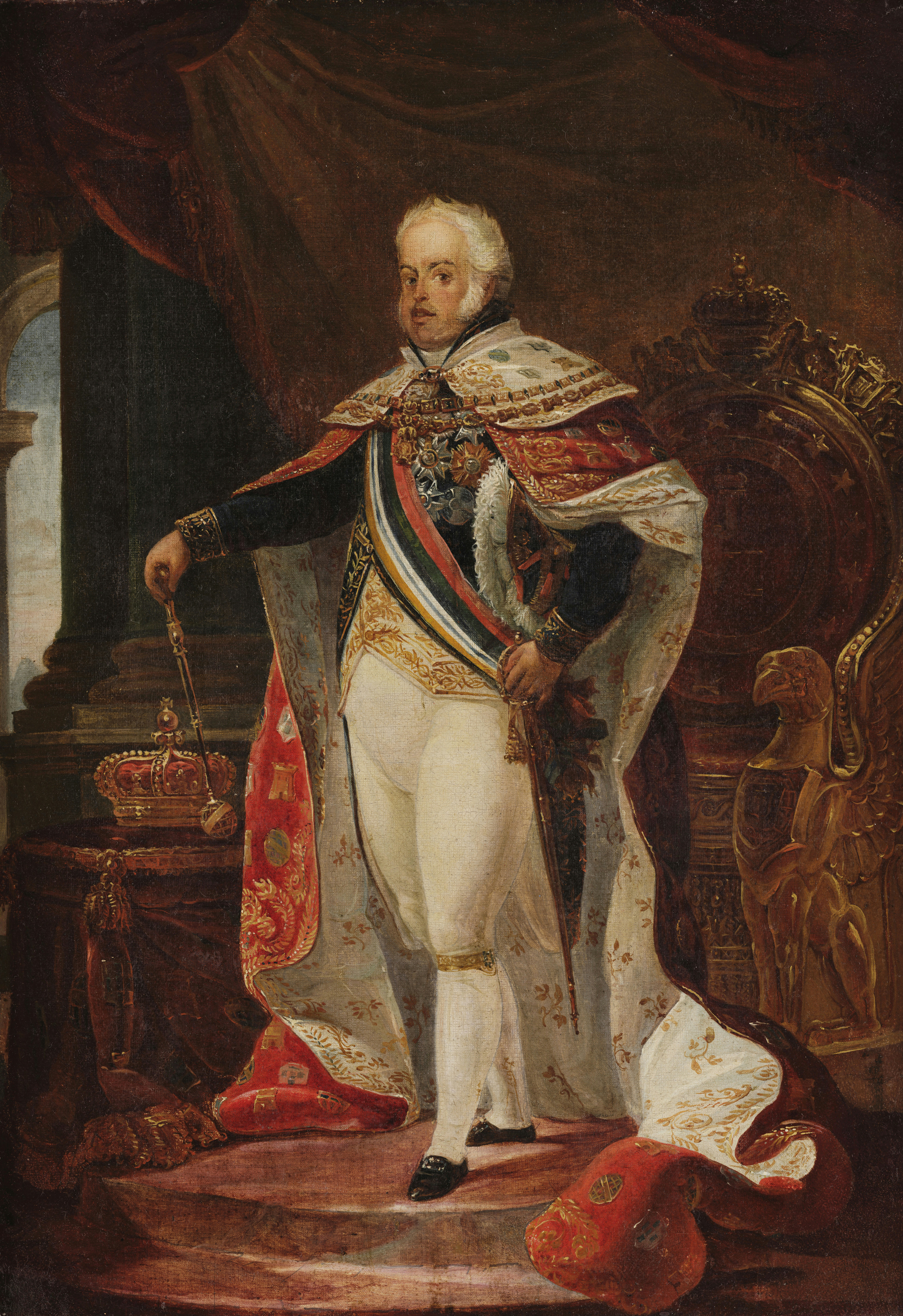
Dom João VI, Museu Nacional de Belas Artes.

Apesar de ser um artista de formação neoclássica – seu tutor foi o mestre do neoclassicismo, Jacques-Louis David – Debret (ao menos ao se analisar sua produção em Viagem Pitoresca e Histórica ao Brasil), em alguns aspectos, pode ser considerado um artista de transição entre o neoclassicismo e o romantismo.
As representações dos índios – totalmente idealizados; fortes, com traços bem definidos e em cenas heroicas – são aspectos claros do neoclassicismo. Contudo, ao se analisar os textos que acompanham as imagens, são notados aspectos não neoclássicos, mas românticos. O romantismo tem como características a oposição ao racionalismo e ao rigor neoclássico. Caracteriza-se por defender a liberdade de criação e privilegiar a emoção. As obras românticas valorizam o individualismo, o sofrimento amoroso, a religiosidade cristã, a natureza, os temas nacionais e o passado. Além disso, uma característica essencial do romantismo – que o diferencia do neoclassicismo —, característica esta, notada nos textos de Debret, é a relação que o artista estabelece com as cenas que representa: o neoclássico é apenas um espelho do que observa, tentando fazer uma representação exata, daquilo que vê. Já o romântico, tenta "jogar uma luz" no que observa – o romântico faz uma interpretação daquilo que observa, e é justamente isto que Debret faz nos textos que acompanham as aquarelas: interpretações. Nas aquarelas, Debret era o “espelho” do que observava: este é o Debret com princípios neoclássicos. Nos textos, ele jogava uma luz e interpretava o que via: este é o Debret com princípios românticos.
Suas aquarelas pitorescas possuem o caráter típico das representações feitas por viajantes em busca de paisagens e de exotismo, mas sua arte oficial conserva o caráter solene do neoclassicismo próprio do grupo de artistas da França napoleônica.
Diz um crítico de arte francês: « L’importance majeure de l’oeuvre de Debret, outre la valeur d’un enseignement qui allait bientôt porter ses fruits, résida paradoxalement dans sa capacité d’enregistrer cela même qui était sur le point de disparaître. Ce qui n’a pas empêché le peintre d’histoire de mettre en scène deux couronnements et de représenter dans ses aquarelles la première cour d’une dynastie américaine. » Ou seja: «A maior importância de sua obra, além do valor de um ensino que logo daria frutos, residiu paradoxalmente em sua capacidade de registrar o que estava prestes a desaparecer. O que não impediu o pintor de História de pôr em cena duas coroações e de representar em suas aquarelas a primeira corte de uma dinastia americana.»

### Autor da primeira bandeira do Brasil
Pouco é conhecido ou divulgado, mas Debret também foi o responsável pelos esboços daquela que seria a primeira bandeira do Brasil independente, com a colaboração de José Bonifácio. Os primeiros desenhos foram sendo já testados em 1821, na mesma época em que as tensões entre Portugal e Brasil pela volta da corte para a metrópole portuguesa estavam acirradas, e caso ocorressem, o Brasil seria rebaixado ao status de Vice-Reinado. A bandeira do Império do Brasil era de certa forma semelhante à atual, com as seguintes diferenças:
- A atual abóbada azul sob o losango amarelo com estrelas e faixa com a escrita de "ordem e progresso" dava lugar a um escudo neoclássico ou continental[22] verde, e em seu interior uma faixa circular azul com estrelas que representavam as províncias, a cruz da ordem de cristo e a esfera armilar sobre a cruz. Acima do escudo neoclássico[nota 1] pairava a coroa imperial, símbolo do regime nacional, e circundando o escudo havia dois ramos dispostos como louro, de café frutificado e tabaco florido, símbolos das riquezas do país.
- O tamanho do losango amarelo d'ouro era significativamente maior, e suas pontas faziam fronteira com as bordas do plano verde da bandeira.

Diferente das atuais crenças, a bandeira com suas cores e desenhos tinham significados próprios e históricos, sendo posteriormente ofuscados pela república. Estes são:
- O verde representa a Casa de Bragança, família de Dom Pedro I;
- O amarelo é referência à Casa de Habsburgo, família de Dona Leopoldina.

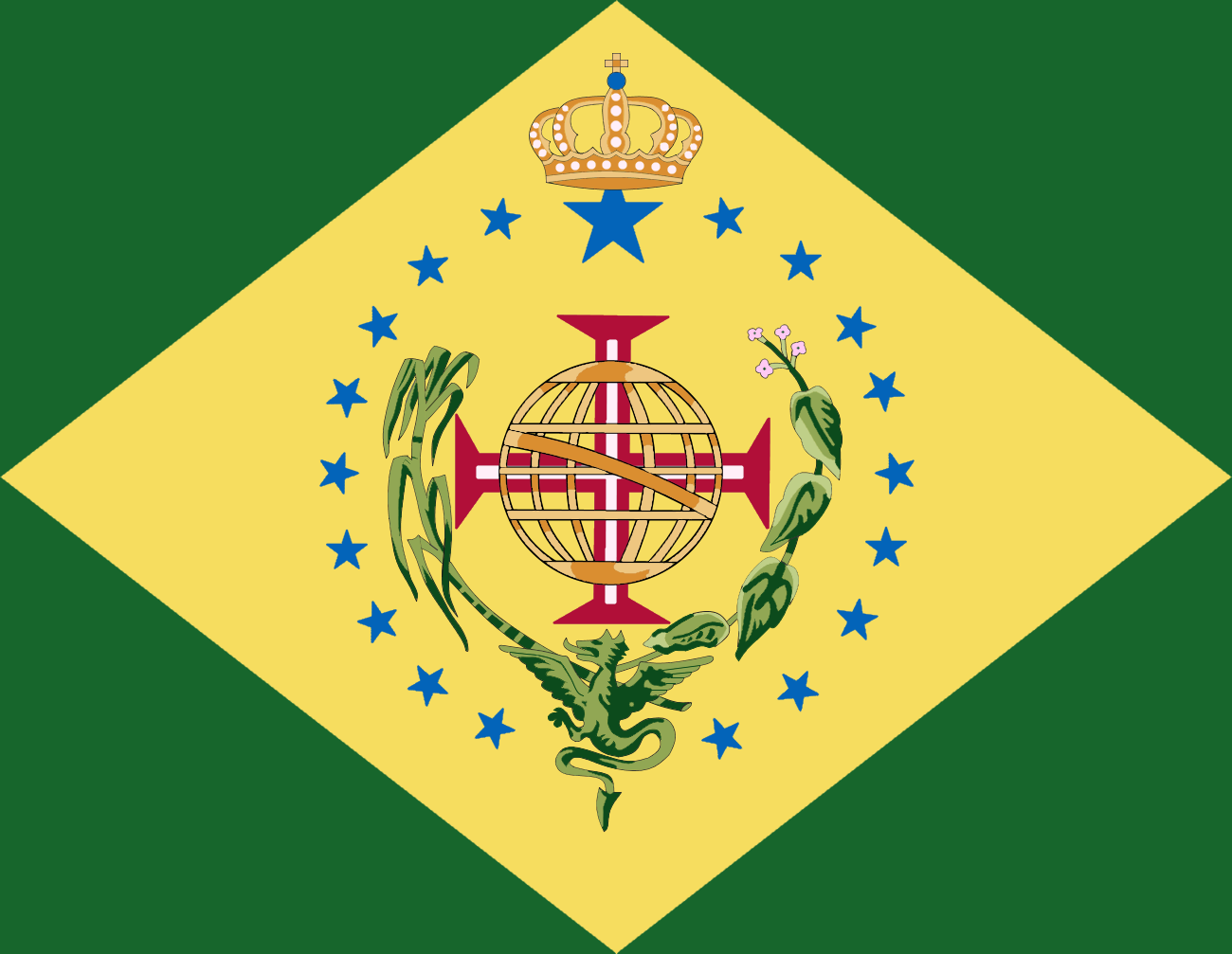
Um dos primeiros esboços da bandeira do Brasil, de Jean-Baptiste Debret, cerca de 1820, provavelmente projetada para ser o estandarte do Príncipe Real do Reino Unido de Portugal, Brasil e Algarves.
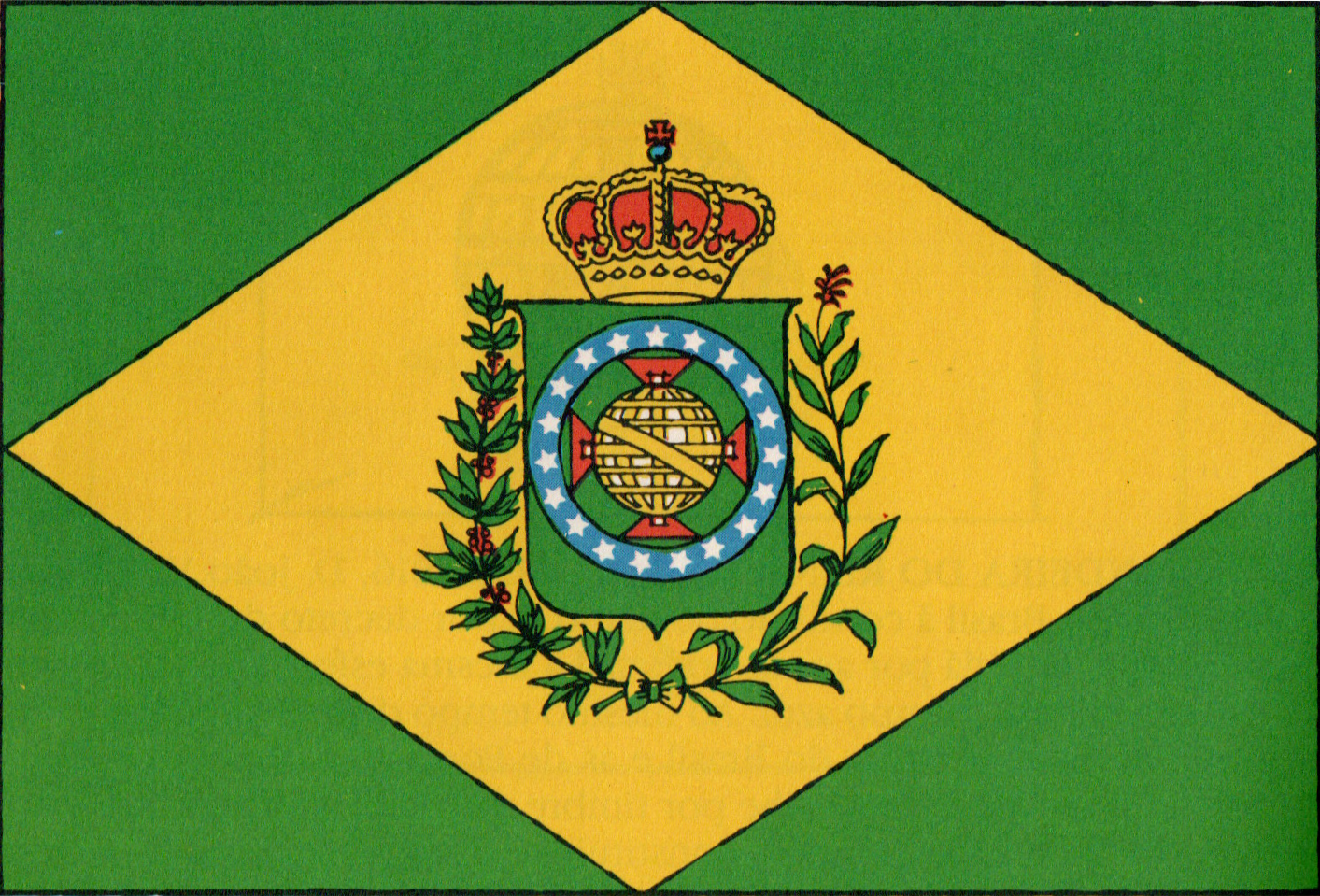
Bandeira do Reino do Brasil (7 de Setembro à 01° de dezembro de 1822)
Bandeira do Império do Brasil (1822-1889)

### Debret, Diderot e o Iluminismo
Na obra Viagem Pitoresca e Histórica ao Brasil, pode ser observada uma forte influência do iluminismo francês, principalmente da Enciclopédia de Denis Diderot, pois Debret não se prende apenas à representação de batalhas, cenas importantes e feitos grandiosos do país. Debret, como já dito anteriormente, representa cenas e características do cotidiano e da sociedade brasileira, como casas, ocas de índios, rostos de pessoas (para tentar mostrar as características do povo brasileiro). Ele procura representar o caráter do povo; seus costumes, festas populares (e da corte), relações de trabalho e utensílios e ferramentas utilizadas pelo povo. Essa proposta de certa forma enciclopédica, de conseguir acumular em livros o máximo de informação e conhecimento acerca de determinado assunto, faz parte dos ideais de diversos iluministas da França do final do século XVIII e início do século XIX – entre eles, o caso mais famoso talvez seja o de Diderot e sua Enciclopédia (l'Encyclopédie, no original), obra que com certeza inspirou Debret acerca de suas representações do Brasil em Viagem Pitoresca e Histórica ao Brasil.

### Acusações de plágio

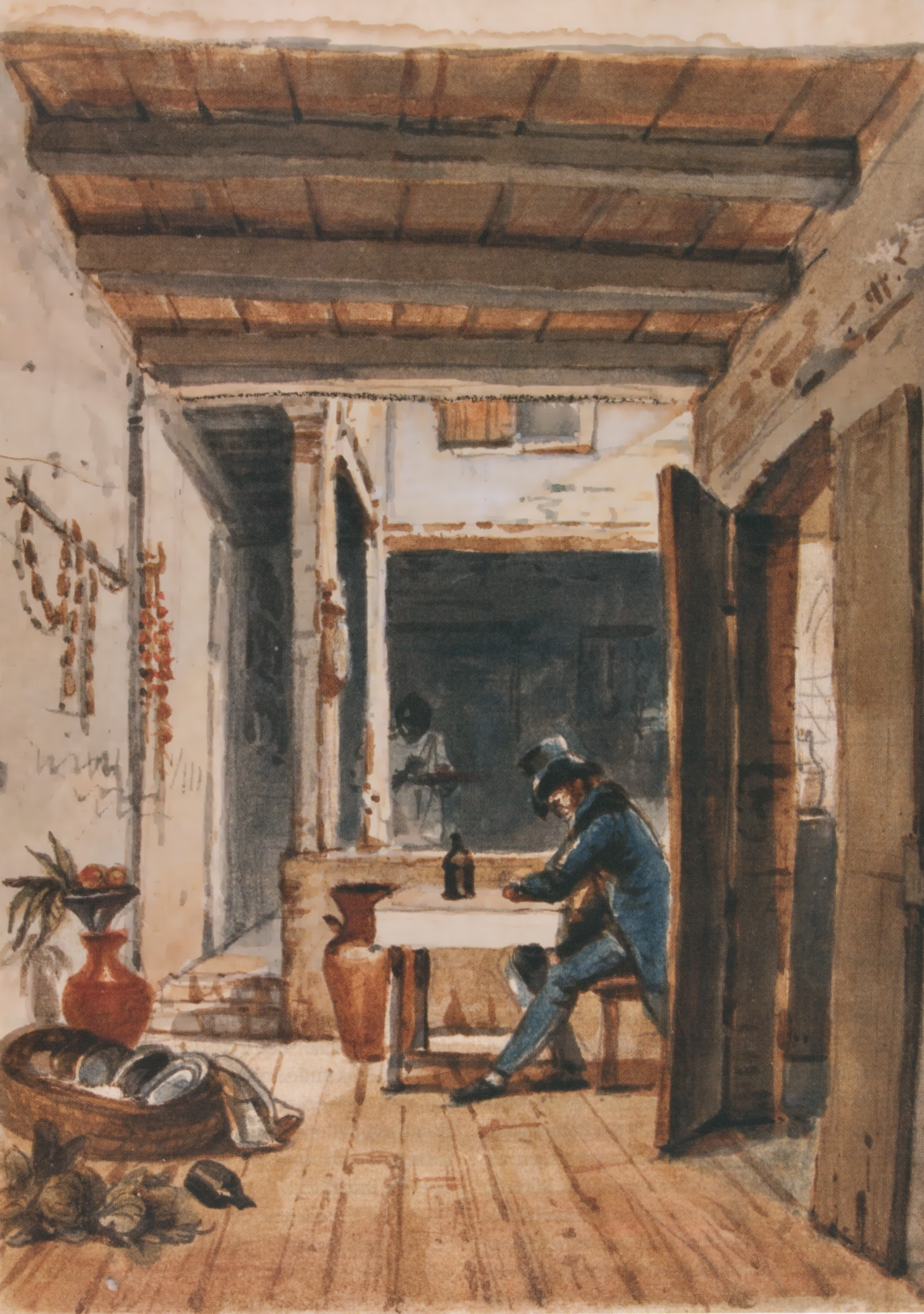
Autorretrato em aquarela, numa estalagem (1816).

No tomo I de Viagem Pitoresca e Histórica ao Brasil, dentre as inúmeras representações de indígenas, algumas chamam a atenção: eles são representados com pintura corporais muito semelhantes às de uma imagem de índios de uma tribo de índios norte-americanos, presente em uma publicação sob o título de Voyages and travels en various parts of the world: during the years 1803, 1804, 1805, 1806, and 1807, feita décadas antes de Viagem Pitoresca e Histórica ao Brasil, pelo naturalista da antiga Prússia, Georg Heinrich von Langsdorff.
A semelhança da pintura de Debret, intitulada Dança de Selvagens da Missão de São José, com a de Langsdorff, intitulada Uma Dança Indígena na Missão de São José em Nova Califórnia é tal que chega a levantar a dúvida entre alguns historiadores: Debret realmente viajou pelo Brasil, como é comumente afirmado, ou teria permanecido apenas nas imediações da cidade de Rio de Janeiro? Alguns pesquisadores afirmam que tal hipótese seria verdadeira, e as representações de índios feitas por Debret – como supostamente a citada neste caso comparado com Langsdorff – seriam cópias de representações de outros europeus que participaram de expedições naturalistas. Para reforçar ainda mais esta hipótese, deve-se levar em consideração que muitos utensílios e ferramentas representadas por Debret, já se encontravam em museus de História Natural da época; locais que ele poderia ter visitado sem problema algum.

### Apreciação
Segundo comenta a «Brasiliana da Biblioteca Nacional», página 87, sua obra não possui o sentido tipológico ou científico de Rugendas. Enquanto este se preocupa com a descrição dos tipos de escravos, identificando sua tribo de origem pela tatuagem, corte de cabelo, uso de joias ou fisionomia, Debret gosta de mostrar os negros em situações particulares. É o caso em que representa um negro feiticeiro (1828): trajando uniforme militar, de casaca, laço no pescoço, chapéu e peruca, sabre, meias e sapatos, esse negro traça com o bastão que segura um círculo no chão. Mas o que chama a atenção nesse pequeno estudo´(…) é «a junção, a um só tempo estranha e natural, dessas situações, impedindo que este fosse apenas mais um dado no processo de classificação de pessoas e costumes brasileiros oitocentistas.»

### Encontro em Paris
Diz um livro francês: «Après son abdication, D. Pedro 1er et Debret se rencontrèrent par hasard au coin d’une rue de Paris. L’ancien empereur et son peintre d’histoire, le protagoniste et le metteur en scène de l’Empire du Brésil, y auraient fait échange de politesses. Le premier aurait civilement offert sa maison de Paris à l’artiste qu’il avait naguère décoré de l’Ordre du Christ en le traitant d’homme vertueux.» O que se traduz — «Depois da abdicação, D. Pedro I e Debret se encontraram por acaso numa esquina em Paris. O antigo imperador e seu pintor de História, o protagonista e o ´decorador´ do Império do Brasil, trocaram gentilezas. O primeiro, civilmente, ofereceu sua casa em Paris ao artista que antigamente condecorara com a Ordem Militar de Cristo e a quem chamara homem virtuoso.

## Galeria

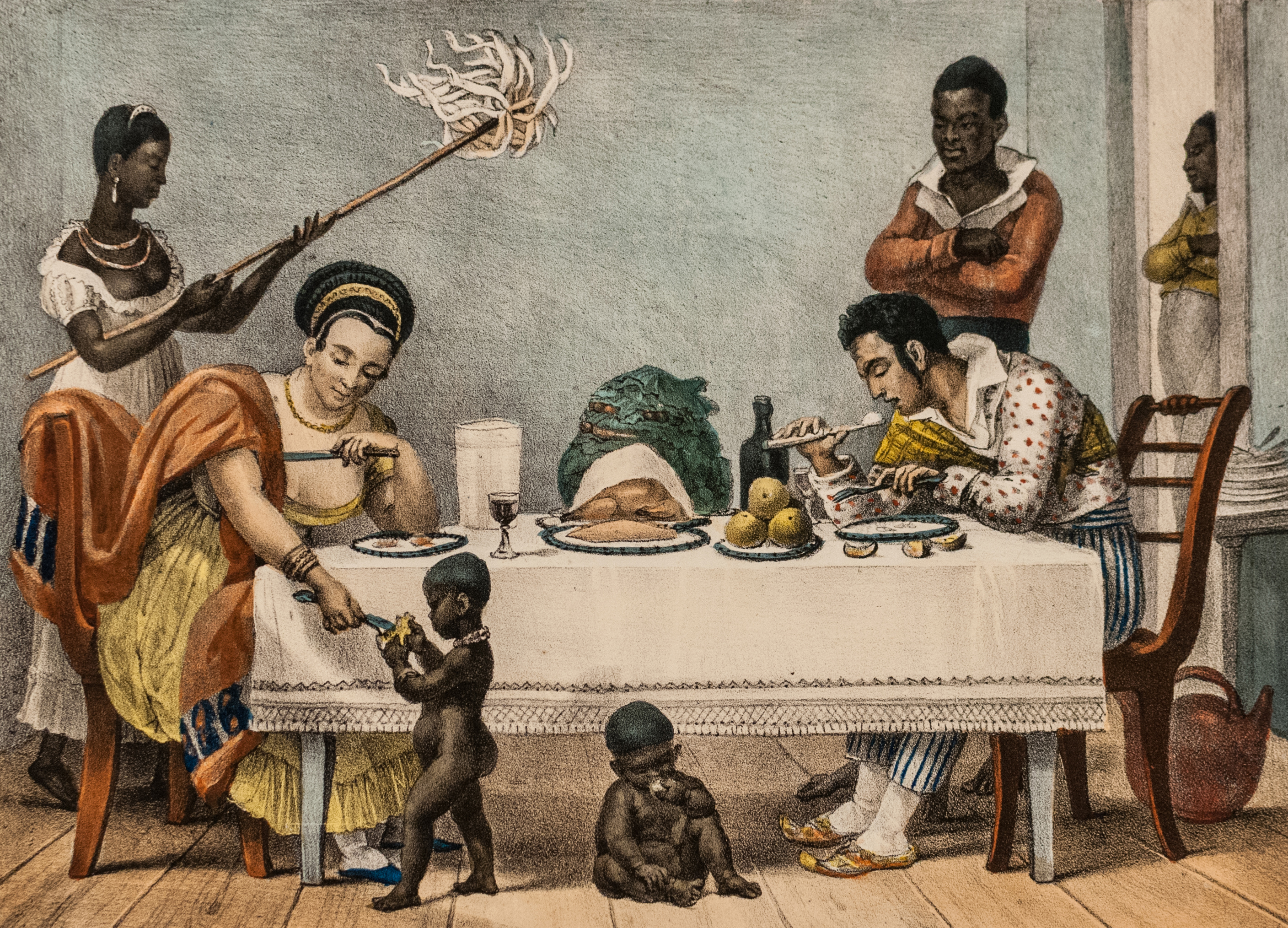
Família brasileira no Rio (1839)
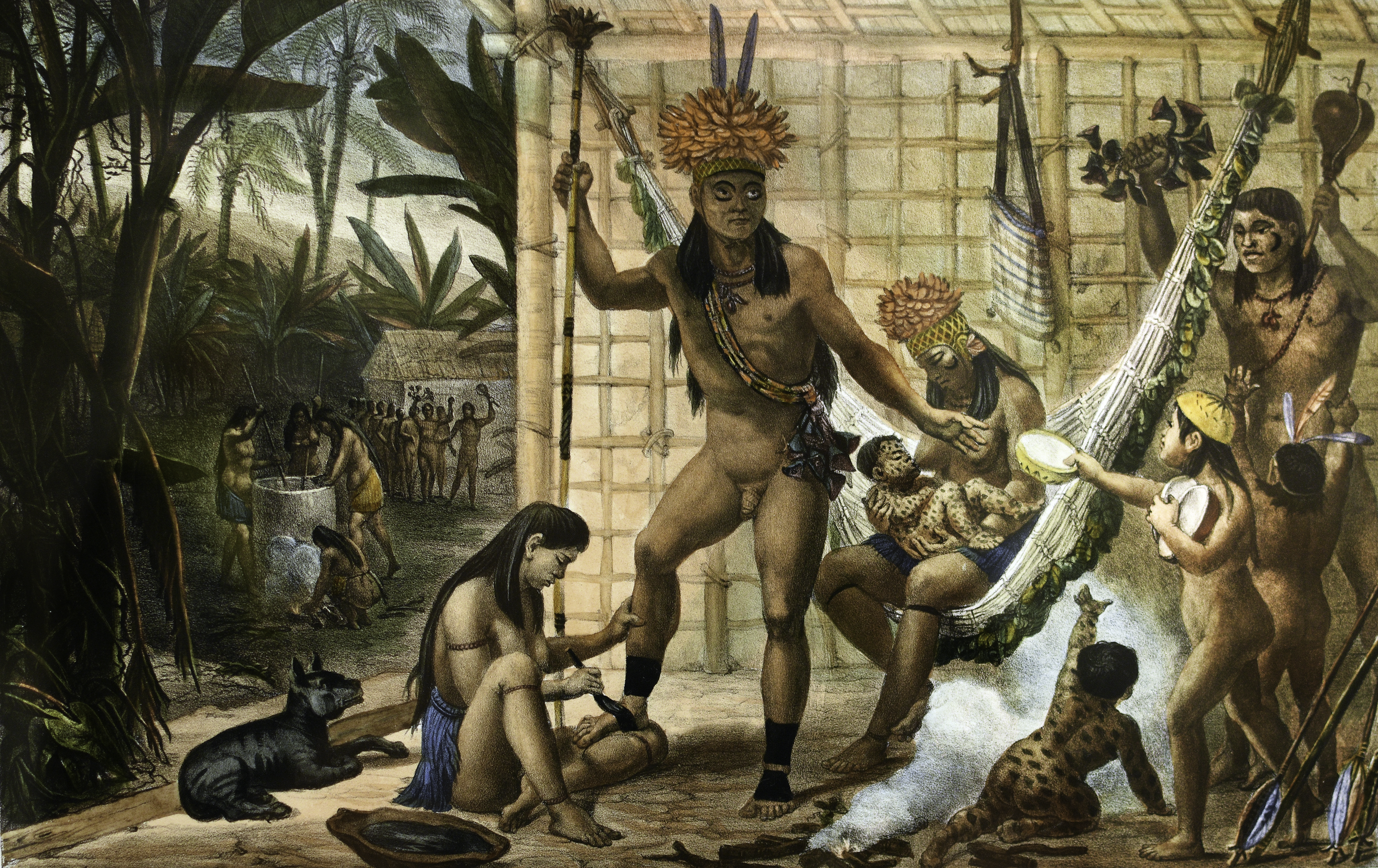
Preparativos do chefe Camacan para festa
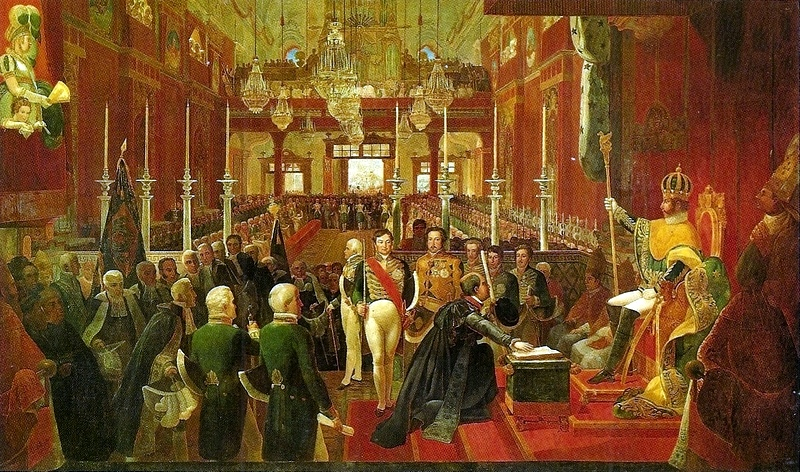
Coroação de Dom Pedro I (1828)
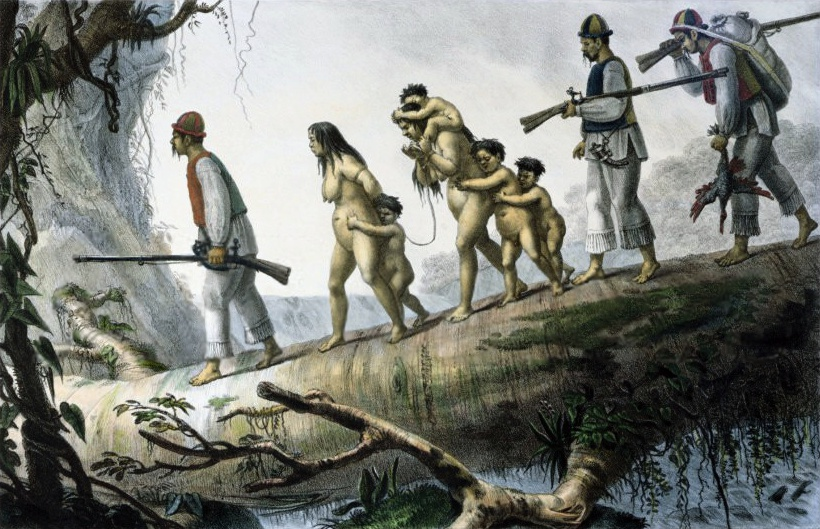
Soldados de Coritiba escoltando nativos
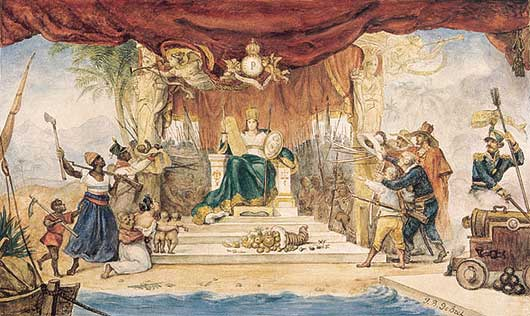
Segundo casamento de Dom Pedro I
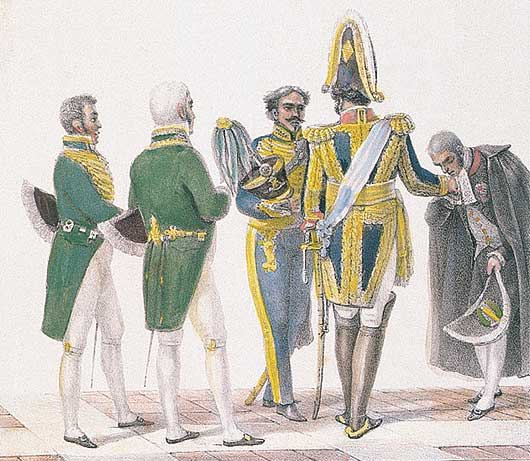

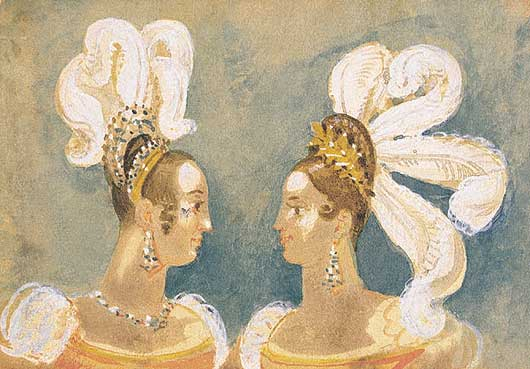
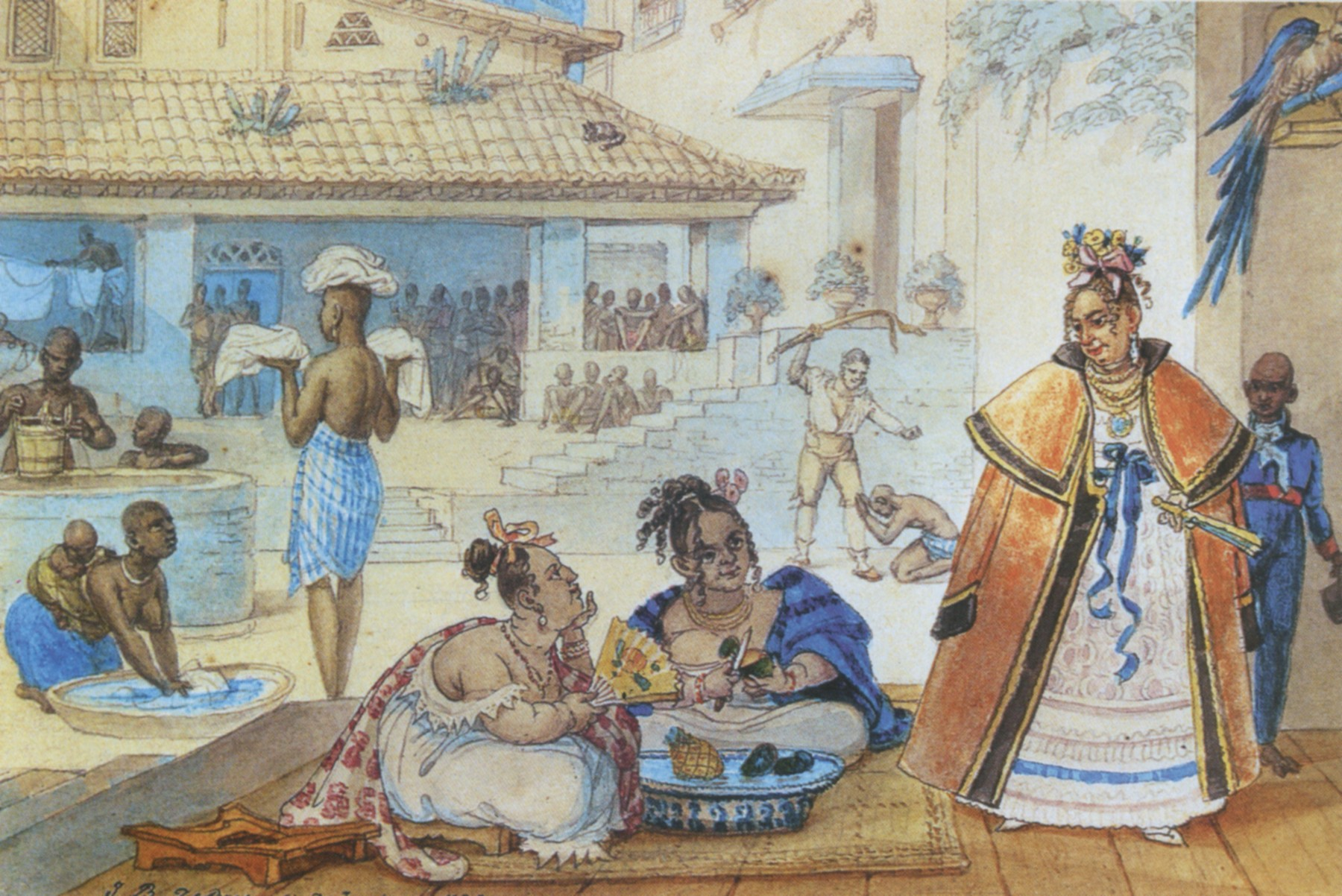
Casa dos ciganos
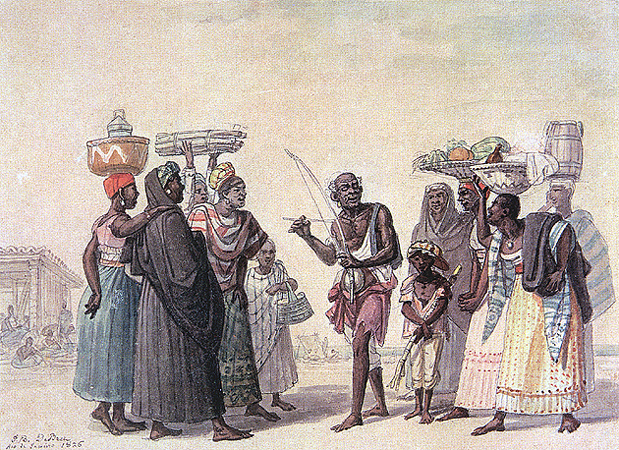
Debret e o berimbau
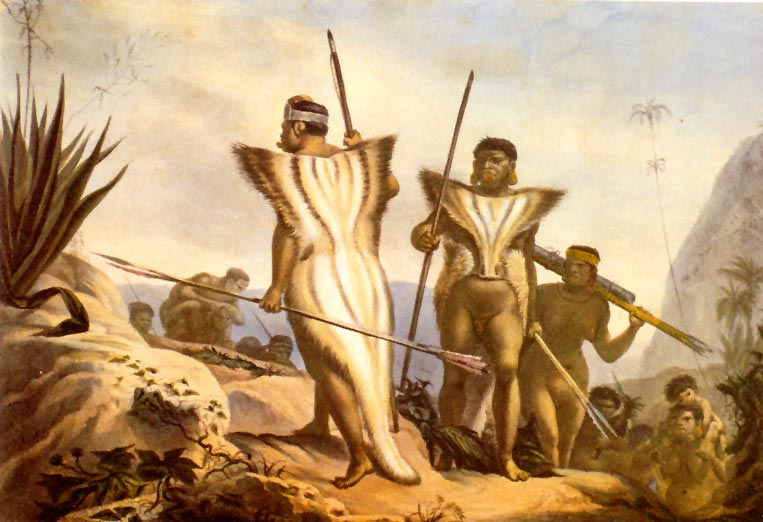